# مؤامرة
المؤامرة، هي خطة سرية أو اتفاق بين الناس (يُطلق عليهم المتآمرون) لغرض غير قانوني أو ضار، مثل القتل أو الخيانة، خاصة بدوافع سياسية، مع الحفاظ على سرية اتفاقهم من الجمهور أو من الأشخاص الآخرين المتأثرين به. بالمعنى السياسي، تشير المؤامرة إلى مجموعة من الأشخاص متحدون بهدف اغتصاب أو تغيير أو الإطاحة بسلطة سياسية راسخة. اعتمادًا على الظروف، قد تكون المؤامرة أيضًا جريمة أو خطأ مدنيًا. يشير المصطلح عمومًا، أو يشير ضمنيًا، إلى ارتكاب خطأ أو عدم شرعية من جانب المتآمرين، حيث يُعتقد عمومًا أن الناس لن يحتاجوا إلى التآمر للانخراط في أنشطة قانونية وأخلاقية، أو لن يعترض عليها أحد.